# Paul Meilhat
Paul Meilhat (* 17. Mai 1982 in La Garenne-Colombes, Hauts-de-Seine) ist ein französischer Segler und Navigator. Er war ein hochklassiger Segler der Bootsklasse 49er Jolle mit olympischen Ambitionen, bevor er zum Offshore-Segeln wechselte. Von 2015 bis Ende 2018 war er Skipper der IMOCA 60 mit dem Namen SMA. 2016/17 nahm er mit der Yacht erstmals an der Vendée Globe teil, musste das Rennen aber wegen eines Kielschadens aufgeben. 2024/25 startete er mit seiner neuen IMOCA Biotherm erneut bei der renommierten Einhand-Regatta und belegte den fünften Platz.

## Leben

### Jugend und Studium
Paul Meilhat wuchs im Nordwesten von Paris in La Garenne-Colombes auf und begann mit dem Segeln in den olympischen Bootsklassen Laser (heute: ILCA) und 49er Jolle. Neben dem Segeln studierte er und erwarb einen Master am National Institute of Sport, Expertise and Performance (INSEP) und ein staatliches Segelzertifikat.
Er wurde ein hochrangiger Trainer im französischen Jollenzentrum in Brest. Zu dieser Zeit begann er mit Offshore-Rennen und schafft es, diese Leidenschaft mit seiner beruflichen Tätigkeit in Einklang zu bringen. Er segelt als Crewmitglied in Australien auf Yachten vom Typ Transpac 52 und Volvo Ocean 60 und stieg dann in die Bootsklasse Figaro Bénéteau 3 (nach den Spezifikationen der Figaro-Einheitsklasse gebaute Segelboote der 3. Generation) ein.

### 2008–2014 Circuit Figaro

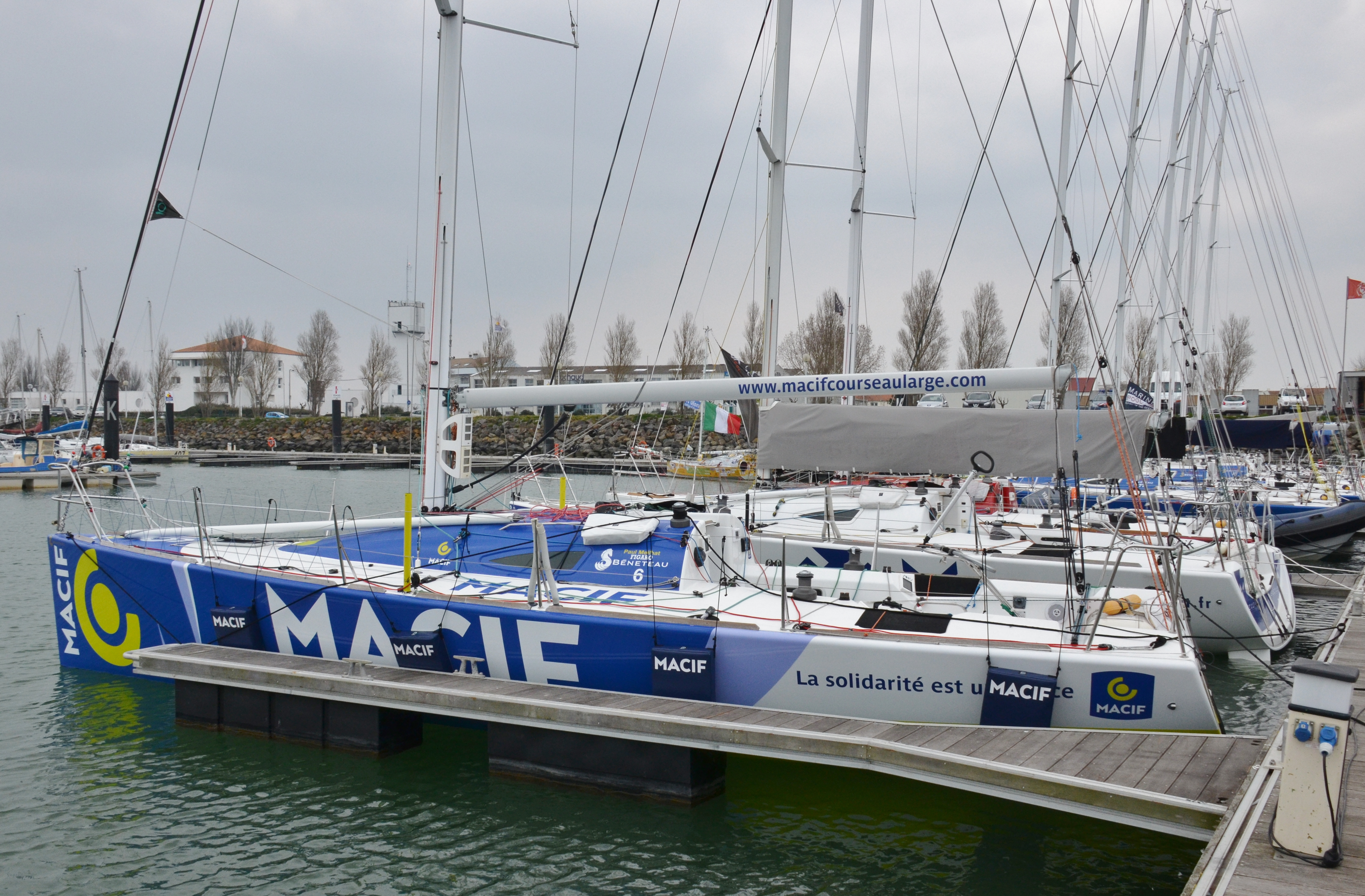
Figaro Macif von Paul Meilhat, Les Sables-d’Olonne (2013)

Im Jahr 2008 nahm Paul Meilhat mit der Yacht Cap Istanbul an Hochseerennen im Rahmen des Circuit Figaro teil. Im folgenden Jahr startete er zum ersten Mal bei der Solitaire du Figaro, bei der er den 19. Platz belegte. Ende 2010 wurde er von Team Macif als Skipper in der Figaro-Serie für die Saisons 2011 und 2012 ausgewählt. Bei der Solitaire du Figaro wurde er dann 2011 Sechster und 2012 Neunter.
Nach einer weniger erfolgreichen Saison 2013 mit dem 30. Platz im Circuit Figaro, aber jeweils dem zweiten Platz im Spi Ouest-France und im Solo Basse-Normandie gewann er im April 2014 die Transat AG2R im Doppel mit Gwénolé Gahinet. Damals gründete er eine Partnerschaft mit der Versicherungsgruppe SMA. Er nahm erneut am Solo Basse-Normandie teil und belegte dann bei der Solitaire du Figaro den fünften Platz. Er beendete das Jahr auf dem vierten Platz der französischen Offshore-Rennmeisterschaft.

### 2015–2018 IMOCASMA

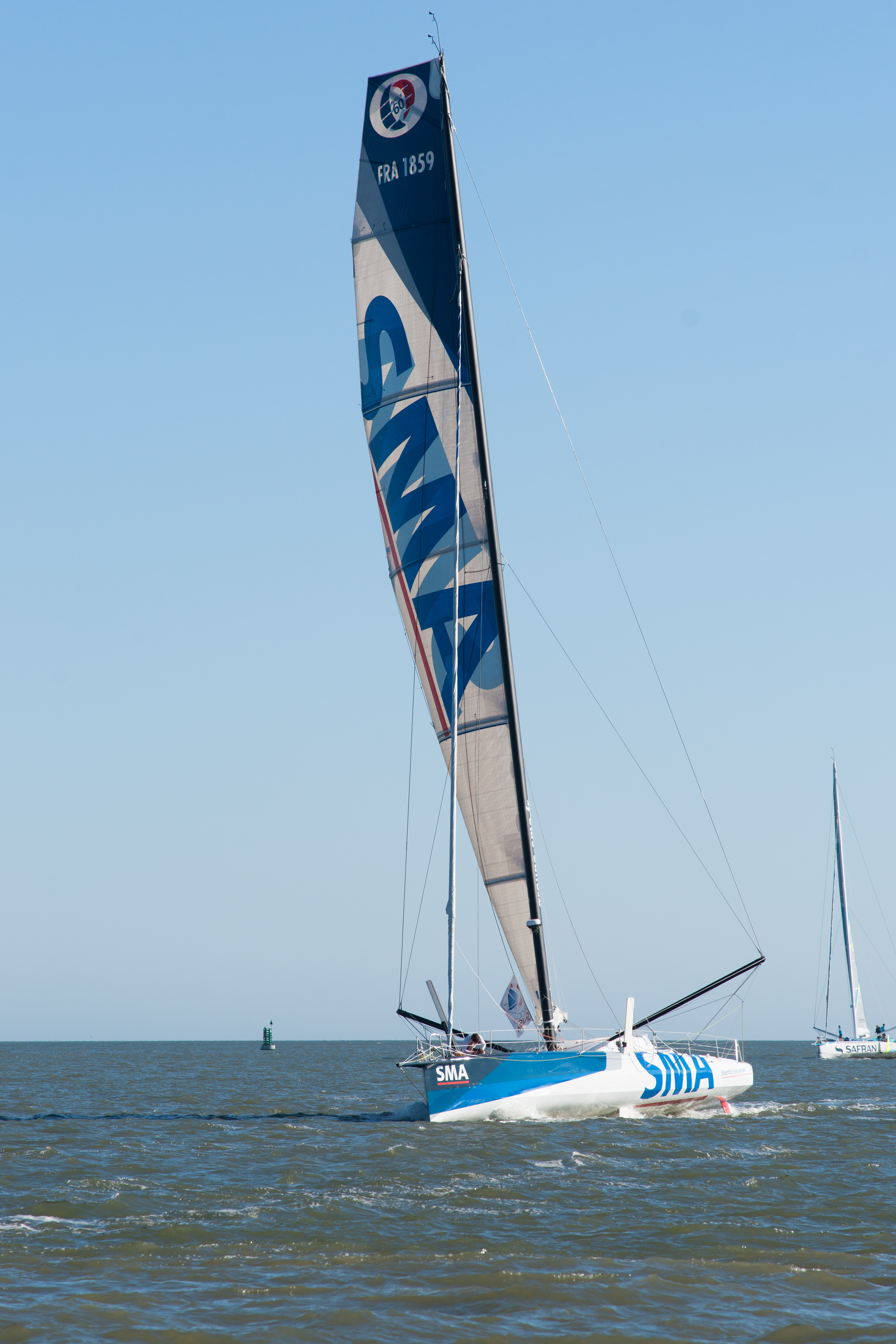
IMOCA SMA, Ablegen zur Regatta Record SNSM (2015)

Als Paul Meilhat 2015 beim Team SMA in die IMOCA-Klasse einstieg, war er bereits einer der vielversprechendsten Offshore-Regattasegler seiner Generation. Sein Ziel war die Teilnahme an der Vendée Globe 2016/17. Seine damalige Yacht SMA ist die ehemalige Macif von François Gabart, dem Gewinner der Vendée Globe 2012/13. Meilhat profitierte von der sportlichen und technischen Unterstützung von Michel Desjoyeaux und seinem Team Mer Agitée, dem Eigentümer des Bootes.
Am 23. Juni 2015 gewann Meilhat bei seinem ersten IMOCA-Rennen gemeinsam mit Michel Desjoyeaux an Bord der SMA den Record SNSM (Saint-Nazaire – Saint-Malo) in 37 Stunden, 4 Minuten und 23 Sekunden. Im Oktober starteten Meilhat und Desjoyeaux gemeinsam bei der Regatta Transat Jacques Vabre; am sechsten Tag zwang sie das Abreißen der Hinterkante ihres Kiels zur Aufgabe.
2016 belegte Meilhat bei der Transatlantikregatta New York-Vendée-Les Sables-d'Olonne mit der SMA nach 10 Tagen, 12 Stunden, 19 Minuten und 27 Sekunden den 4. Platz von 14 Startern. Am 6. November desselben Jahres startete er bei der Vendée Globe 2016/17. Am 20. Dezember erlitt seine Yacht mitten im Südpazifik nahe Point Nemo, als Meilhat an dritter Stelle hinter den Foilern von Armel Le Cléac'h und Alex Thomson segelte, einen folgenschweren Schaden: Der Kippkiel bekam einen Riss von über 40 Zentimetern Länge. Vier Tage später gab Meilhat das Rennen auf.
Im Mai 2017 gewannen Paul Meilhat und Gwénolé Gahinet mit der SMA das Armen Race in der Kategorie IMOCA. Im August folgte ein weiterer gemeinsamer IMOCA-Sieg im Fastnet Race in 2 Tagen, 16 Stunden, 14 Minuten und 2 Sekunden. Im September gewannen die beiden das 24-Stunden-Rennen des Défi Azimut. Im November belegten sie, noch ohne Foils, bei der 13. Ausgabe der Transat Jacques Vabre den 2. Platz.
Trotz dieser guten Regattaergebnisse erfuhr Meilhat am 13. Dezember 2017, dass sein Partner SMA seine Strategie neu ausrichtete und das Segelsponsoring Ende 2018 einstellen würde. Damit war für ihn das Projekt, gemeinsam mit SMA ein Boot für die Vendée Globe 2020/21 zu bauen, beendet. Im Mai 2018 siegte Meilhat beim Bermuda 1000 Race und im Juni gemeinsam mit Gwénolé Gahinet bei der Monaco Globe Series. Am 16. November gewann er sein erstes großes Hochseerennen, die Route du Rhum: Auf seiner sieben Jahre alten SMA mit geraden Schwertern schlug er die Foiler von Yann Eliès und Vincent Riou in 12 Tagen, 11 Stunden, 23 Minuten und 18 Sekunden. In der Gesamtwertung über alle Bootsklassen erreichte er den 6. Platz. Doch zwei Jahre vor der Vendée Globe 2020/21 stand er ohne Sponsor da.

### 2019–2021 Sponsorensuche
2019 segelte Paul Meilhat gemeinsam mit Samantha Davies Rennen an Bord des IMOCA-Foilers Initiatives-Cœur. Die beiden belegten beim Fastnet Race den 5. und bei der Transat Jacques Vabre den 7. Platz unter den IMOCAs. Im Jahr 2020 nahm Meilhat weder an der Vendée-Arctique noch an der Vendée Globe teil.
Im Juni 2021 fand er schließlich einen neuen Partner, das Kosmetiklabor Biotherm, bei dem er einen Vertrag bis 2025 unterschrieb. Biotherm ist in der Welt des Segelns kein Unbekannter, denn in den 1980er Jahren sponserte das Unternehmen die erfolgreiche Skipperin Florence Arthaud. Im August gewann Meilhat gemeinsam mit Charlie Dalin an Bord der Apivia das Fastnet Race in der IMOCA-Klasse. Am 23. Oktober, kurz vor dem Start der Transat Jacques Vabre, erhielt Meilhat von Biotherm grünes Licht, mit dem Bau eines Bootes für die Vendée Globe 2024/25 beginnen zu können. Im November belegten Dalin und Meilhat mit der Apivia den 2. Platz in der IMOCA-Wertung bei der Transat Jacques Vabre.

### Seit 2022 IMOCABiotherm

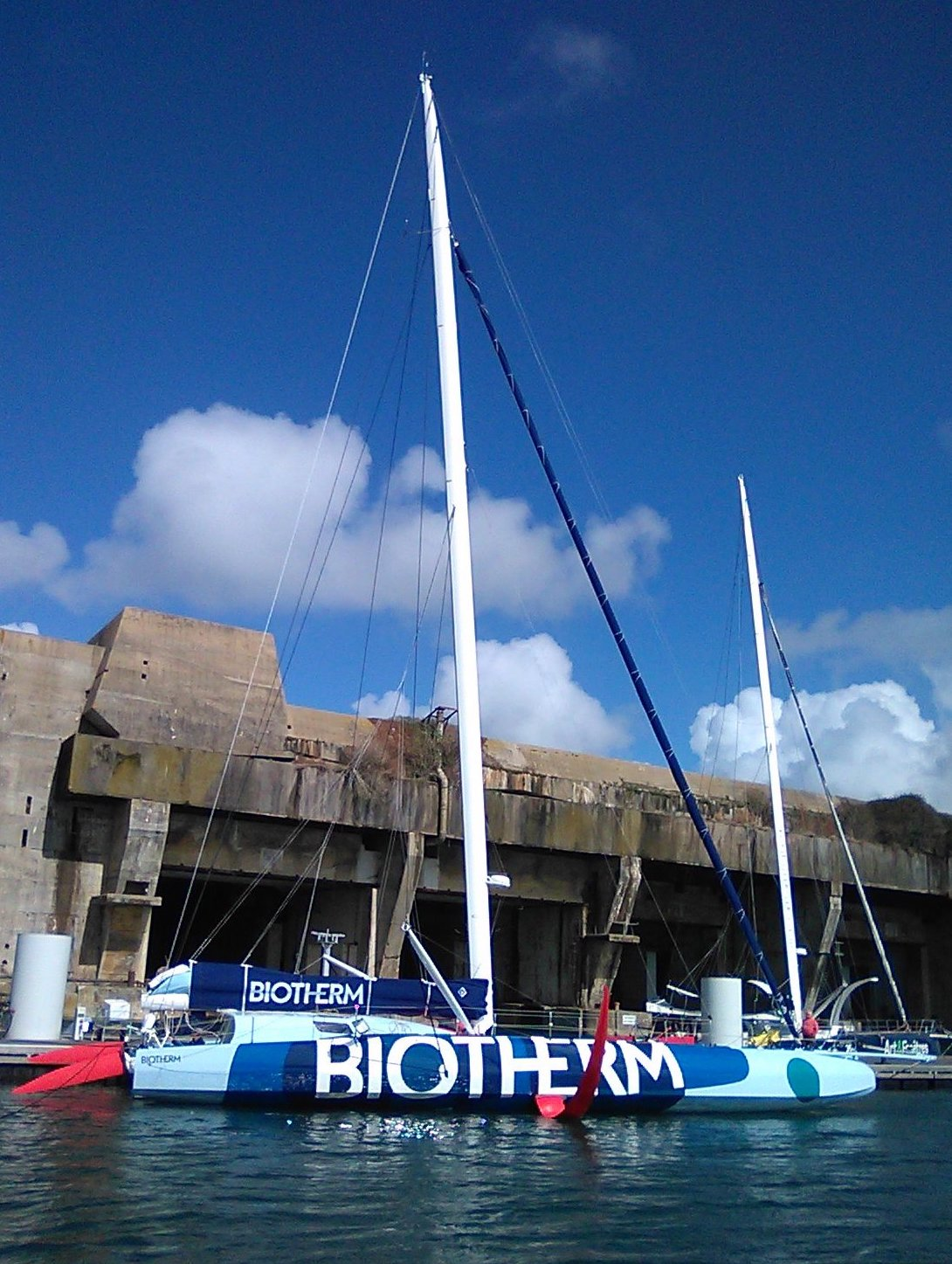
Biotherm in Lorient (2022)

Der Bau der neuen IMOCA für Meilhat begann im Dezember 2021 bei Persico Marine im italienischen Nembro. Es wurden die Formen von Thomas Ruyants Yacht Linked Out verwendet, das Boot ist damit ein Guillaume-Verdier-Design. Der spatelförmige Bug und die Hydrofoils der neuesten Generation unterscheiden sich von denen der Linked Out. Am 31. August 2022 wurde Biotherm in Lorient vom Stapel gelassen, bevor sie in ihren Heimathafen Port-la-Forêt verholt wurde.
Zwei Monate später startete Meilhat mit seiner brandneuen Yacht bei der Einhand-Regatta Route du Rhum und erreichte das Ziel in Guadeloupe auf dem 6. Platz. Im folgenden Jahr segelte er beim Ocean Race 2023 das erste Mal mit der Biotherm rund um die Welt und beendete die Regatta als vierter von fünf in der IMOCA-Klasse gemeldeten Teilnehmern.
Im November 2024 trat Meilhat mit Biotherm bei seiner zweiten Vendée Globe an. Durch kluge Manöver konnte er trotz mehrerer technischer Probleme bereits im Südatlantik den fünften Platz erringen und sich in den letzten Tagen von seinem Verfolger Nicolas Lunven absetzen. Schließlich überquerte er die Ziellinie in Les Sables-d’Olonne nach 74 Tagen, 22 Stunden, 38 Minuten und 15 Sekunden und segelte damit die siebtbeste Gesamtzeit aller bisherigen Vendée-Globe-Rennen.

## Regatta-Erfolge (Auswahl)
| Jahr | Wettbewerb                                         | Platz | Klasse             | Team/Boot          | Partner                                                                                    |
| ---- | -------------------------------------------------- | ----- | ------------------ | ------------------ | ------------------------------------------------------------------------------------------ |
| 2025 | Vendée Globe 2024/25                               | 5.    | IMOCA              | Biotherm           | solo                                                                                       |
| 2023 | The Ocean Race                                     | 4.    | IMOCA              | Biotherm           | solo                                                                                       |
| 2022 | Route du Rhum                                      | 6.    | IMOCA              | Biotherm           | solo                                                                                       |
| 2021 | Transat Jacques Vabre                              | 2.    | IMOCA              | Apivia             | Charlie Dalin ( Frankreich)                                                                |
| 2021 | Défi Azimut-Lorient Agglomération                  | 1.    | IMOCA              | Apivia             | Charlie Dalin ( Frankreich)                                                                |
| 2021 | Rolex Fastnet Race                                 | 1.    | IMOCA              | Apivia             | Charlie Dalin ( Frankreich)                                                                |
| 2019 | Transat Jacques Vabre                              | 7.    | IMOCA              | Initiatives-Cœur   | Samantha Davies ( Vereinigtes Königreich)                                                  |
| 2019 | Défi Azimut-Lorient Agglomération                  | 7.    | IMOCA              | Initiatives-Cœur   | Samantha Davies ( Vereinigtes Königreich)                                                  |
| 2019 | Rolex Fastnet Race                                 | 5.    | IMOCA              | Initiatives-Cœur   | Samantha Davies ( Vereinigtes Königreich)                                                  |
| 2018 | Route du Rhum                                      | 1.    | IMOCA              | SMA                | solo                                                                                       |
| 2018 | Défi Azimut-Lorient Agglomération                  | 4.    | IMOCA              | SMA                | solo                                                                                       |
| 2018 | Monaco Globe Series                                | 1.    | IMOCA              | SMA                | Gwénolé Gahinet ( Frankreich)                                                              |
| 2018 | Bermudes 1000 Race                                 | 1.    | IMOCA              | SMA                | solo                                                                                       |
| 2017 | Transat Jacques Vabre                              | 2.    | IMOCA              | SMA                | Gwénolé Gahinet ( Frankreich)                                                              |
| 2017 | Défi Azimut-Lorient Agglomération                  | 1.    | IMOCA              | SMA                | Gwénolé Gahinet ( Frankreich)                                                              |
| 2017 | Rolex Fastnet Race                                 | 1.    | IMOCA              | SMA                | Gwénolé Gahinet ( Frankreich)                                                              |
| 2016 | Défi Azimut-Lorient Agglomération                  | 4.    | IMOCA              | SMA                | solo                                                                                       |
| 2016 | New York Vendée - Les Sables-d'Olonne              | 4.    | IMOCA              | SMA                | solo                                                                                       |
| 2016 | The Transat CIC                                    | 4.    | IMOCA              | SMA                | solo                                                                                       |
| 2015 | Record SNSM                                        | 4.    | IMOCA              | SMA                | Michel Desjoyeaux ( Frankreich)                                                            |
| 2015 | ArMen Race                                         | 1.    | IMOCA              | SMA                | solo                                                                                       |
| 2014 | Solitaire du Figaro                                | 5.    | Figaro Bénéteau II | SMA                | solo                                                                                       |
| 2014 | Transat AG2R                                       | 1.    | Figaro Bénéteau II | Safran Guy Cotten  | Gwénolé Gahinet ( Frankreich)                                                              |
| 2013 | Solo Concarneau                                    | 1.    | Figaro Bénéteau II | Macif              | solo                                                                                       |
| 2013 | Tour de Bretagne à la Voile                        | 1.    | Figaro Bénéteau II | Macif              | Fabien Delahaye ( Frankreich)                                                              |
| 2012 | Transat AG2R                                       | 4.    | Figaro Bénéteau II | Macif              | Fabien Delahaye ( Frankreich)                                                              |
| 2012 | Solitaire du Figaro                                | 1.    | Figaro Bénéteau II | Macif              | solo                                                                                       |
| 2011 | Solitaire du Figaro                                | 6.    | Figaro Bénéteau II | Macif              | solo                                                                                       |
| 2009 | Tour de Bretagne à la Voile                        | 9.    | Figaro Bénéteau II | Macif              | Fabien Delahaye ( Frankreich)                                                              |
| 2007 | Course Croisière EDHEC                             | 3.    | Grand Surprise     |                    |                                                                                            |
| 2007 | Obelix Trophy                                      | 1.    | 1/2-Tonner         | Domino's Pizza     |                                                                                            |
| 2006 | Grand Prix de Pornichet                            | 3.    | Mumm 30            |                    |                                                                                            |
| 2006 | Championnat d’Europe en J 80                       | 2.    | J/80               | BMO – Ecole Navale | Victor Lanier ( Frankreich), Antoine Carpentier ( Frankreich), Arnoud Godart ( Frankreich) |
| 2002 | Championnat d’Europe Jeune Laser                   | 7.    | Laser              |                    | solo                                                                                       |
| 2001 | Championnat de France Espoir Junior Laser Standard | 2.    | Laser              |                    | solo                                                                                       |
| 2000 | Championnat de France Espoir Junior Laser Standard | 1.    | Laser              |                    | solo                                                                                       |

## Privatleben
Paul Meilhat lebt mit seiner Familie im Stadtzentrum von Lorient. Seine Frau Stéphanie ist Augenärztin. Das Paar hat eine Tochter und einen Sohn. Der Wohnort ist von der Familie bewusst gewählt worden, da er nahe am Meer liegt. Der IMOCA-Skipper erreicht die Arbeitsstätte seines Teams Biotherm in Lorients Seglerwiege La Base mit dem Fahrrad in fünf Minuten.